# Molodowe
Molodowe (ukrainisch Молодове; russisch Молодова Molodowa, rumänisch Moldova) ist eine prähistorische Fundstätte mit Resten einer Unterkunft aus der mittleren Altsteinzeit am Dnister im Rajon Sokyrjany der ukrainischen Oblast Tscherniwzi.

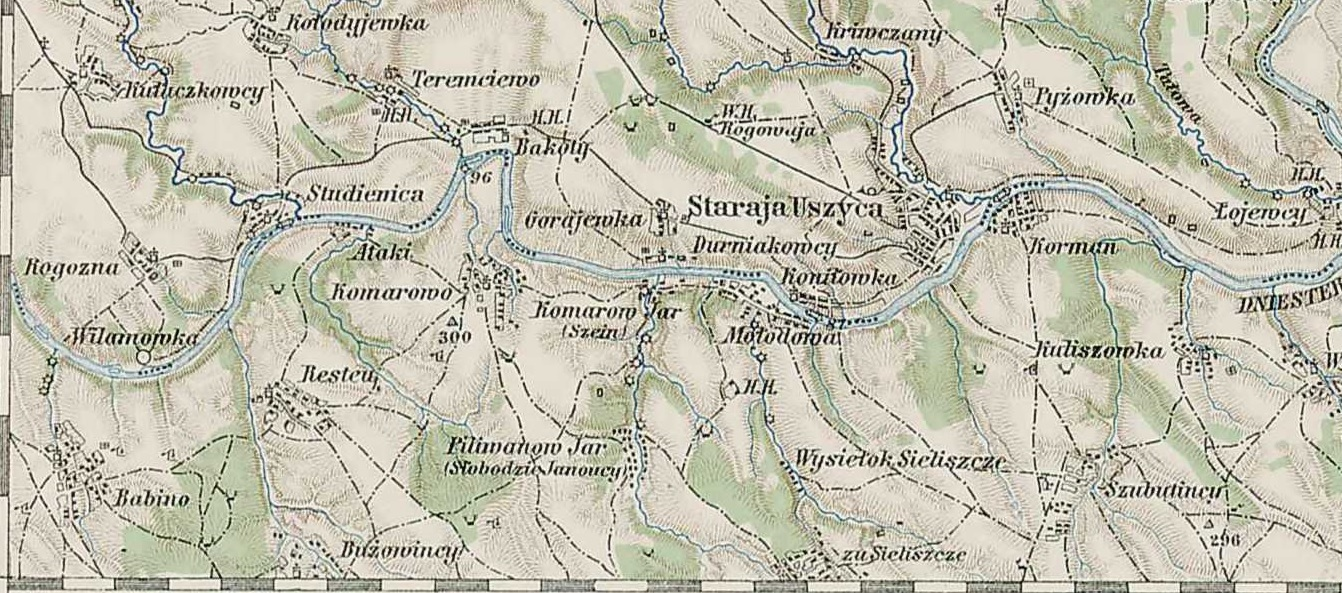
Karte

Der Ort Molodowe selbst ist 1981 seit dem Bau einer Staustufe im angestauten Fluss untergegangen. In einer Schicht des Moustérien (Kultur des Neandertalers) kamen nahezu kreisförmig angeordnet (Durchmesser 6–8 m) große Mammutknochen (5 Unterkiefer, 12 Schädel, 15 Stoßzähne, 34 Becken- und Schulterblattknochen und 51 Röhrenknochen) zum Vorschein. Genau gegenüberliegend war der Knochenring unterbrochen. Innerhalb des Ringes lagen 15 Feuerstellen, in denen sich außer angebrannten Knochen auch verkohltes Holz fand.
Man nimmt an, auf die Spuren eines mit Tierhäuten bedeckten Holzgerüstes, eines Vorläufers der Jurte, gestoßen zu sein. Dabei besaßen die Tierknochen einerseits eine bauliche Funktion, während andere wohl zum Beschweren der Häute dienten, die über dem Holzgerüst lagen. Die Bauweise weist auf ähnliche Wohnplätze aus dem Jungpaläolithikum, die sich von Osteuropa (Venusfigurinen von Awdejewo, Dobranitschewka, Venusfigurinen von Gagarino, Venusfigurinen von Kostjonki, Meschyritsch, Mesyn und Puschkari) bis nach Sibirien (Venusfigurinen von Malta) nachweisen lassen.